# Oxycera aldrichi
Oxycera aldrichi är en tvåvingeart som beskrevs av Malloch 1917. Oxycera aldrichi ingår i släktet Oxycera och familjen vapenflugor. Inga underarter finns listade i Catalogue of Life.